# Соколов, Владимир Алексеевич (геолог, 1927)
Владимир Алексеевич Соколо́в (19 августа 1927, Петрозаводск, Автономная Карельская ССР — 6 июля 1999, Петрозаводск) — советский учёный-геолог, председатель Президиума Карельского филиала АН СССР (1976—1986), заслуженный деятель науки Карельской АССР (1967).

## Биография
Владимир Алексеевич родился 19 августа 1927 года в Петрозаводске, в семье служащего Онежского завода.
Окончив восьмилетку, продолжил учёбу в военном училище: спецшколе ВВС. После окончания войны поступил в Карело-Финский государственный университет на геологический факультет .
Научную деятельность Владимира Соколова во многом предопределила встреча с академиком А. А. Полкановым в студенческие годы .
Соколову, в определении своего пути, помогли научные контакты с П. А. Борисовым и К. О. Кратцем. Научный поиск Владимира Алексеевича был как бы на стыке усилий двух его учителей. Он использовал их знания и советы, когда участвовал во многих экспедициях на Кольском полуострове в Карелии .
C 1946 года работал в секторе геологии Карело-Финской научно-исследовательской базы АН СССР .
После окончания в 1950 году геологического факультета Карело-Финского государственного университета, учился в аспирантуре Карельского филиала АН СССР.
В 1954 году защитил кандидатскую диссертацию по теме: «Карбонатные породы Прионежья: известняки, мраморы» .
С 1954 года Владимир Алексеевич становится научным сотрудником, а с 1960 года уже заведующим сектором региональной геологии, заведующим лабораторией литологии и заместителем директора Института геологии Карельского филиала АН СССР.
В 1960-х годах проводил комплексное геолого-литологическое изучение палеопротерозойских отложений Карелии. Впервые выявил и описал вулканические аппараты протерозоя, составил палеовулканические и палеогеографические карты, отметил новые местонахождения древней органики. Также под его руководством сформировалась научная школа по литологии и палеовулканологии докембрия .
Владимиром Алексеевичем Соколовым был внесен вклад в разработку стратиграфических схем архея и протерозоя Карело-Кольского региона, в прогнозирование и освоение стратиформных месторождений карбонатного, шунгитового и кварцитового сырья .
В 1966—1978 и в 1984—1986 годах работал директором Института геологии Карельского филиала АН СССР.
В 1967 году присвоено звание заслуженного деятеля науки Карельской АССР.
В 1970 году защитил диссертацию по теме «Ятулий Карелии и смежных районов» на соискание учёной степени Доктора геолого-минералогических наук.
В 1973—1986 годах — член рабочей группы по геологии Комиссии по научно-техническому сотрудничеству между СССР и Финляндией.
В 1976—1986 годах — председатель Президиума Карельского филиала АН СССР.
В 1977—1986 годах возглавлял карельское отделение общества «Знание».
В 1983 году получил звание почетного доктора университета Оулу Финляндии .

## Научные труды
Является автором и соавтором около 200 научных работ, в том числе 6 монографий.
- Очерки о карельских известняках, доломитах и мраморе. — Петрозаводск, 1955. — 56 с.
- Карельские агрономические руды. — Петрозаводск, 1956. — 35 с.
- Геология и литология карбонатных пород среднего протерозоя Карелии. — М.; Л., 1963. — 185 с.
- Геология, литология и палеогеография ятулия Центральной Карелии. — Петрозаводск, 1970. — 366 с.
- Геология шунгитоносных вулканогенно-осадочных образований протерозоя Карелии. — Петрозаводск, 1982. — 207 с.
- Геология Карелии. — Л., 1987. — 230 с.

## Награды
- Заслуженный деятель науки КАССР
- Кавалер ордена «Знак Почета»
- Знак «Отличник разведки недр»

## Память

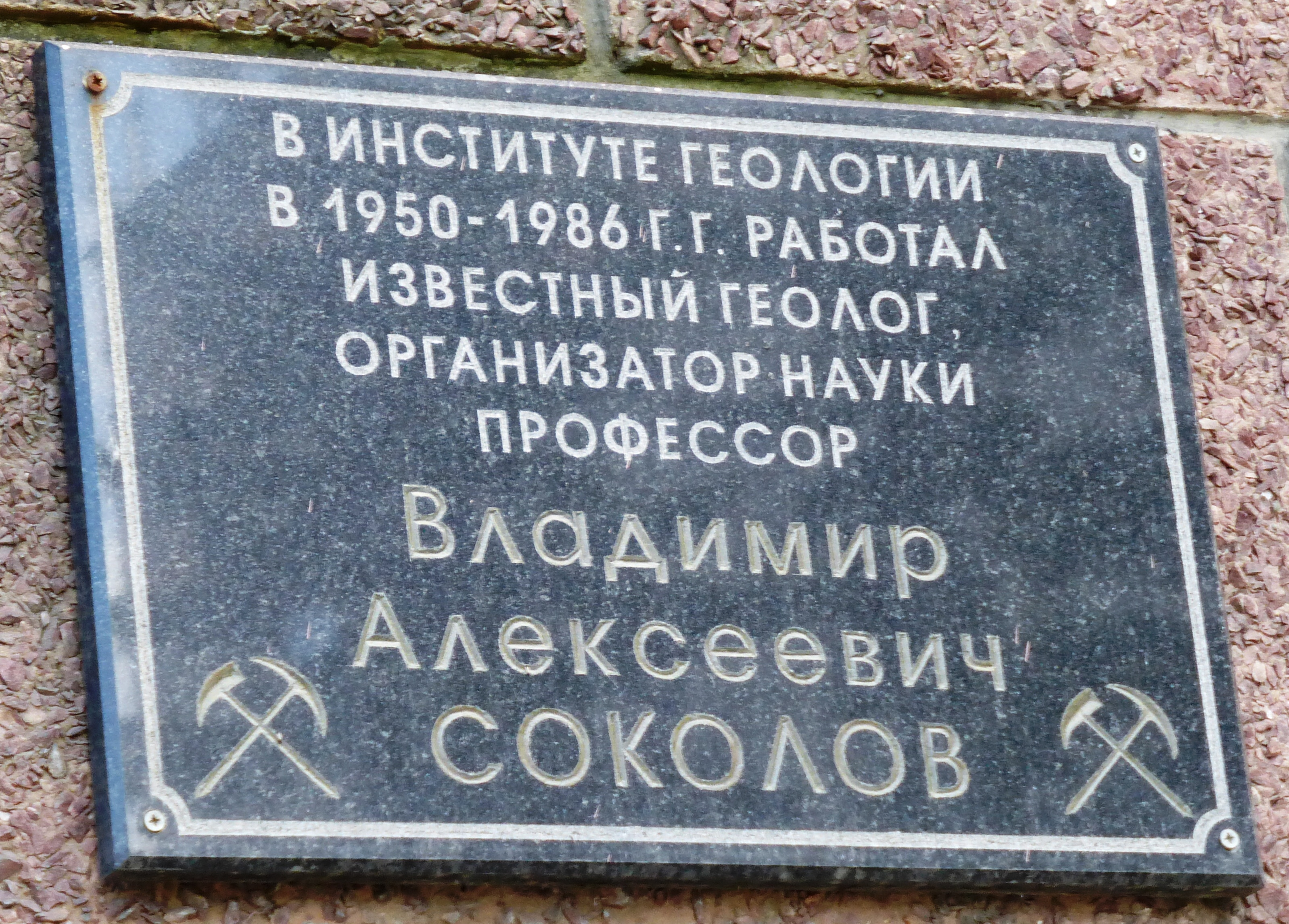
Памятная доска

- На здании Института геологии Карельского научного центра РАН в Петрозаводске установлена мемориальная доска.